# Gaochang
Gaochang (xinès tradicional: 高昌, pinyin: Gāochāng) és el lloc d'un antiga ciutat oasi construïda a la vora nord de l'inhòspit desert de Taklamakan, al peu de les muntanyes Flamejants a Xinjiang, Xina. Un centre comercial molt ocupat, que va ser lloc de pas per als mercaders ambulants de la ruta de la Seda. Les ruïnes es troben a 30 km al sud-est de la moderna Turpan

La ciutat estava protegida per una muralla, construïda en terra, amb parets d'11,5 metres d'alçada i nou portes d'entrada. Estava dividida en dues zones: la part que estava en l'interior de les muralles i la que quedava a la zona exterior.
Gaochang va servir també com a centre del budisme. La ciutat contenia diversos temples i monestirs, capaços d'albergar fins a 3.000 monjos. El Regne de Kharakhoja va significar el floriment del maniqueisme en la zona. Sotmès el Kanat dels Turcs Orientals l'emperador Taizong de la dinastia Tang va començar a exercir el seu poder militar cap a les ciutats-estat oasis de la conca del Tarim, poblats per pobles Tocharians i Saka, estaven vagament aliats amb el Kaganat dels Turcs Occidentals. El 640 va enviar el comandant militar Hou Junji per derrotar i annexionar el regne de Karakhoja. L'islam es va imposar més tard, poc abans que Gaochang quedara finalment abandonada.
Avui dia, es poden visitar tres zones diferents en les ruïnes: les corresponents a la ciutat interior i exterior i la zona del palau. La superfície total ocupada per les ruïnes és de més de 2.000.000 de m². Es poden veure també les restes de dos temples; un d'aquests conté murals ben conservats.
L'altre temple és de majors dimensions i es creu que hi va residir Xuan Zang, un dels principals monjos budistes del període Tang. Ocupa una àrea d'uns 10.000 m² i consisteix en una sala principal, el dormitori dels monjos, una sala de lectura i una biblioteca.

## Galeria

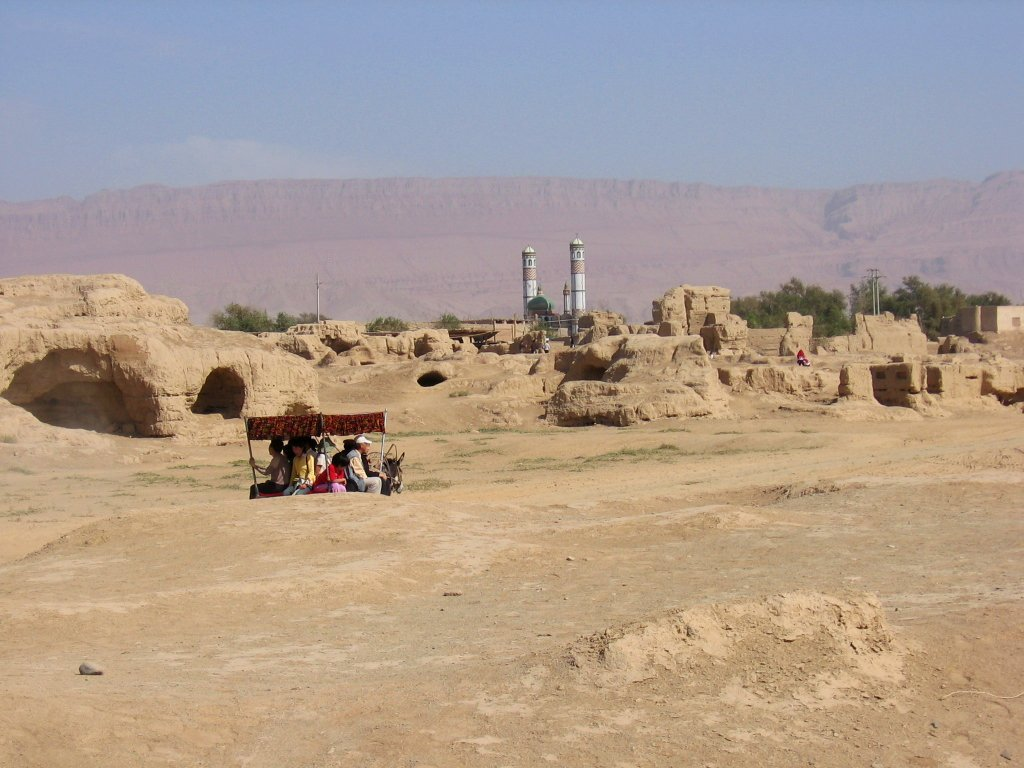
La carretera d'entrada
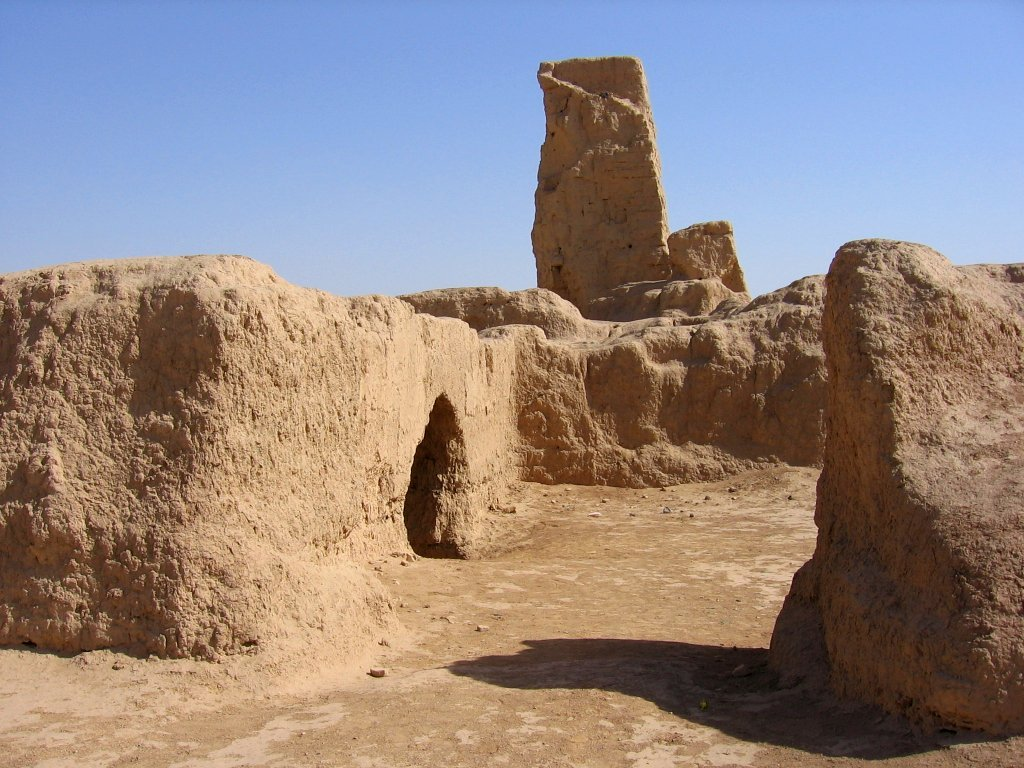
Les ruïnes
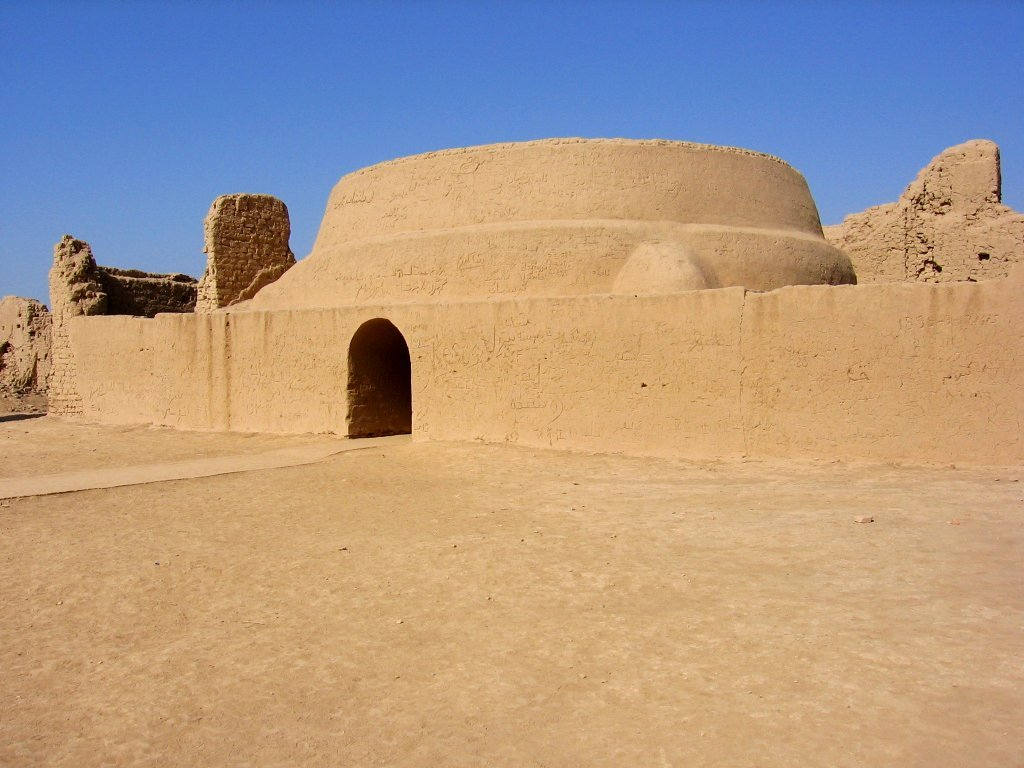
Edifici principal d'emmagatzematge
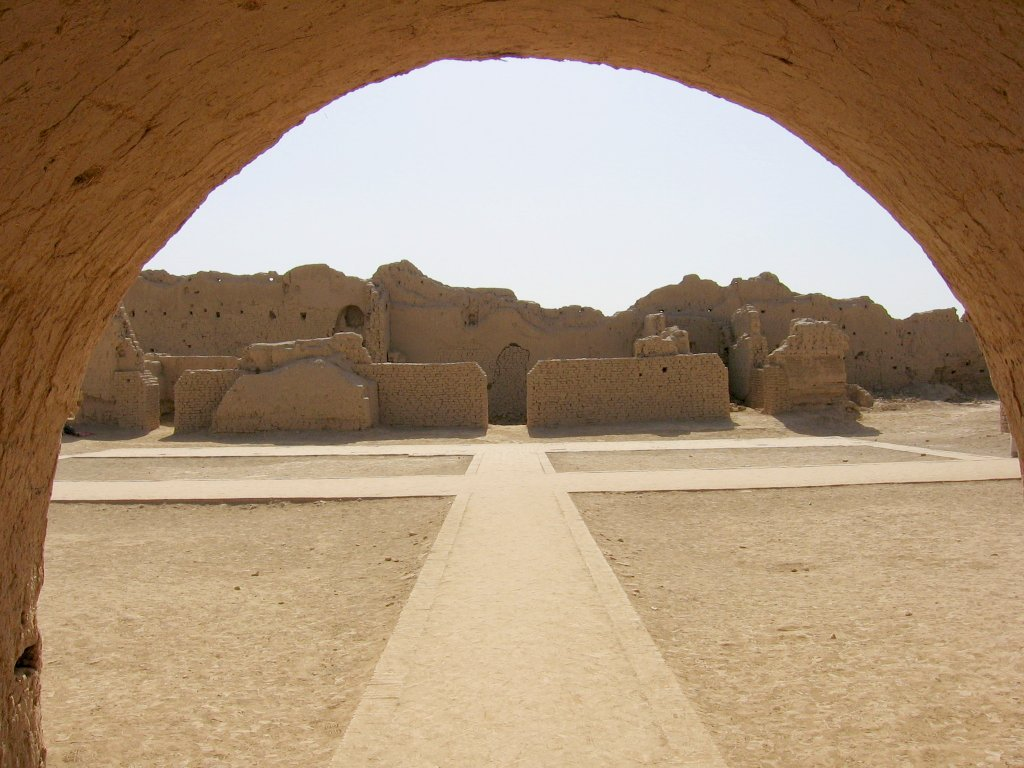
Edifici principal d'emmagatzematge